# Innocent de Vologda

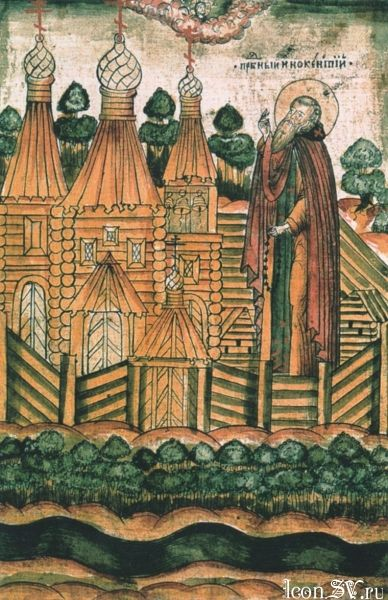
Icône du saint fondateur, du XVIIe siècle.

Innocent de Vologda (Иннокентий Вологодский) ou de la Komela (Комельский), né Okhliabinine (Охлябинин), mort en 1491 ou 1521, est un moine vénérable, disciple de saint Nil de la Sora et fondateur du monastère de la Transfiguration-du-Sauveur de la Komela. Il fut l'auteur de Testament («Завет»).

## Hagiographie
Le vénérable Innocent naît à Moscou dans la famille des princes Okhliabinine, descendants des princes Oukhorski de Iaroslavl. Il est le fils du prince Théodore Okhliabina qui ne doit pas être confondu avec Ivan Fiodorovitch Okhliabinine mentionné en 1515 dans le livre des Ordres. La date de naissance d'Innocent est inconnue.
Deux hagiographies d'Innocent sont connues. Cependant, la fiabilité de certaines informations qu'elles contiennent reste remise en question. Le début de la vie, qui contenait évidemment des nouvelles plus fiables sur le moine, a été brûlé lors de la destruction du monastère en 1538 par les Tatars de Kazan. Il y a aussi des références à Innocent dans la vie du moine Nil de la Sora, et cette information est fortement en contradiction avec celles données dans La Vie d'Innocent, bien connue. Innocent a pris l'habit au monastère Saint-Cyrille-du-Lac, mais on ignore la date. Ce qui est sûr, c'est qu'il fut un proche disciple de saint Nil de la Sora (mort en 1508) et il fit avec lui un pèlerinage en Palestine, à Constantinople et au mont Athos entre 1475 et 1485.
Au retour de ce long pèlerinage, Nil et Innocent s'installent dans les environs du monastère du Lac-Blanc (Belozersky) à la recherche d'un endroit de solitude propice à la prière et « peu accessible aux dévots mondains ». Ils le trouvent à 15 verstes du monastère au bord de la rivière Sora. Il y plantent une croix et construisent deux celles (skites). C'est le futur monastère Saint-Nil-de-la-Sora.
Après un certain temps, Innocent part pour fonder son propre monastère dans la région de Vologda au bord de la rivière Eda, affluent de la Nouroma. Le manuscrit À propos de la vie du vénérable Nil de la Sora, évoque ainsi sa fondation. Après sa bénédiction, Nil dit à son disciple : « Ta demeure sera commune, et mon désert, à la fois pendant ma vie terrestre et après ma mort sera pour nos frères, ils auront ainsi la vie dans leurs cellules. ». C'est ainsi que le vénérable Nil bénit la future fondation cénobitique de son disciple.  

## Testamentet autres écrits du vénérable Innocent
Désireux de laisser aux frères ses instructions avant sa mort, il écrit un Testament dans lequel il conseille de suivre la règle de « mon seigneur et maître, le starets Nil ». Ce testament consiste en un prologue et différentes sections «Sur l'église », «Sur les cellules» et «Sur les autoproclamés». Dans la section «Sur l'église »  il demande de consacrer une église à Jean le Baptiste, car « Jean est pour tous les moines un précurseur en tant qu'habitant du désert. » Apparemment, du vivant d'Innocent, il n'y avait pas d'église dans la skite. 
La section «Sur les cellules» traite du côté « juridique » des relations de propriété des habitants de la skite. Dans tous les cas, les cellules restent en possession de la communauté de la skite, le supérieur seul en dispose. Le commerce et l'échange de cellules sont interdits. Dans la section «Sur les autoproclamés», le vénérable Innocent demande de les punir et, si la punition ne suffit pas, de les exclure. Cependant, les repentants peuvent être repris.
Outre son Testament, une courte note d'Innocent est également connue, sous le titre Comme il est bon de copier des livres saints, dans laquelle il donne trois raisons de copier des livres saints: la nécessité de gagner sa pitance par le travail, la lutte contre l'oisiveté et la «conversation avec Dieu». On estime que le vénérable s'exprime d'expérience, mais aucune copie de sa main n'a été trouvée à ce jour.
L'historien Prokhorov suggère que d'autres écrits sont de la plume d'Innocent de Vologda, comme «Надсловие» (Épilogue) et «Притяжение» (Attraction) de «Преданиa» (Traditions) et «Устав» (La Règle) de Nil de la Sora, ainsi que «О внутреннем делании» (Du travail intérieur). Cependant les textes originaux ne nous sont pas parvenus. La tradition estime qu'ils sont de la main de Basile Polianomeroulski au XVIIIe siècle.

## Mort et vénération
Ivan de Vologda meurt le 19 mars 1491. D'après son testament, il est inhumé à l'angle du monastère près du marais. Une simple pierre est posée sur la tombe avec la date de sa mort. Cependant des doutes subsistent quant à cette date. Une source du XVIIIe siècle mentionne l'année 1521. La Vie d'Innocent affirme qu'il est mort après Nil (qui est mort en 1508). Sa première rédaction évoque de manière erronée l'année 6999 (1401). Il est certain qu'il est mort avant 1538 lorsque le monastère est mis à sac par les Tatars. Le monastère possédait déjà une icône et une hagiographie du vénérable moine. Un tropaire et un kontakion sont connus dès le XVIIe siècle.
Sa fête est le 19 mars. Sa mémoire est aussi fêtée dans la liste des saints de Vologda la troisième semaine de la Pentecôte, et dans celle de Novgorod, la deuxième semaine de la Pentecôte.